# Darrin Van Horn
Darrin Lee Van Horn (* 7. September 1968) ist ein ehemaliger US-amerikanischer Profiboxer und Weltmeister der IBF im Halbmittel- und Supermittelgewicht.

## Karriere
Laut unterschiedlichen Quellen werden als Geburtsorte Morgan City (Louisiana), Cincinnati (Ohio) und Lexington (Kentucky) genannt. Fest steht jedoch, dass er seine Jugend in Lexington verbrachte und dort die University of Kentucky 1992 mit einem Bachelor in Journalismus abschloss.
Er begann schon in frühen Kinderjahren mit dem Boxen und konnte bis zu seinem 15. Lebensjahr 45 von 50 Amateurkämpfen gewinnen. Kurz vor seinem 16. Geburtstag wechselte er 1984 zu den Profis. Bis Anfang 1989 gewann er 39 Kämpfe in Folge, davon 24 vorzeitig. Neben einer Reihe von Aufbaugegnern, schlug er auch erfahrene Boxer mit positiven Bilanzen wie Elio Diaz (33-2, 30 K. o.), der bereits WM-Herausforderer von Donald Curry war, sowie Luis Santana (30-5, 24 K. o.), der spätere WBC-Weltmeister im Halbmittelgewicht. Einen weiteren Sieg dieser Zeit erzielte er gegen den in Deutschland lebenden, ehemaligen Olympiateilnehmer aus Uganda, John Munduga (25-1, 18 K. o.).
Am 5. Februar 1989 gewann er beim Kampf um den IBF-WM-Titel im Halbmittelgewicht einstimmig nach Punkten gegen den rechtsauslegenden Titelträger Robert Hines (24-1, 16 K. o.) aus Philadelphia und wurde mit 20 Jahren einer der jüngsten Boxweltmeister der Geschichte. Jedoch verlor er in seiner ersten Titelverteidigung im Juli desselben Jahres nach Punkten gegen den Italiener Gianfranco Rosi (45-3) und erhielt damit seine erste Niederlage in 40 Kämpfen. Zwar erhielt Van Horn nach fünf anschließenden Siegen gegen unbedeutende Gegner einen Rückkampf gegen Rosi in Italien, unterlag jedoch erneut nach Punkten.
Nach einem Punktsieg gegen Randy Williams (12-1) erhielt er von der IBF eine erneute WM-Chance, diesmal im zwei Klassen höheren Supermittelgewicht. Dabei schlug er überraschend Lindell Holmes (44-5, 36 K. o.) in der elften Runde K. o. und verteidigte den Titel drei Monate später durch K. o. in der dritten Runde gegen John Jarvis (24-2, 18 K. o.). Bei seiner zweiten Titelverteidigung im Januar 1992 in New York verlor er gegen Iran Barkley (27-7) nach drei Niederschlägen bereits in der zweiten Runde durch technischen Knockout und musste damit seine einzige vorzeitige Niederlage hinnehmen. Danach gewann er wieder sechs Kämpfe in Folge, darunter auch gegen Nicky Walker (40-11), ehemaliger WM-Herausforderer von Graciano Rocchigiani. Eine erneute WM-Chance gegen Nigel Benn kam nicht mehr zustande, da Van Horn aus gesundheitlichen Gründen 1994 seine Karriere beendete.